# Hagenbrunn
Hagenbrunn là một thị trấn ở huyện Korneuburg trong bang Niederösterreich ở nước Áo. Đô thị này có diện tích 13,43 km², dân số năm 2001 là 1575 người. Thị trấn ở phía bắc Bisamberg ở Weinviertel trong bang Niederösterreich. Hagenbrunn có 4,41% là rừng.